# Stazione di Potenza Rione Mancusi
La stazione di Potenza Rione Mancusi è una fermata ferroviaria a servizio dell'omonimo rione e del centro storico della città di Potenza. È gestita dalle Ferrovie Appulo Lucane (FAL).
La fermata è anche nota con la denominazione ausiliaria di stazione di Potenza "Mancusi - Centro Storico".

## Storia
Il servizio viaggiatori è stato riattivato il 21 dicembre 2024.

## Strutture e impianti
La fermata dispone di un piccolo fabbricato viaggiatori, soggetto nel 2024 a lavori di restauro che ne hanno consentito la riapertura al pubblico nel dicembre dello stesso anno, dopo anni di chiusura per motivi di sicurezza.
La fermata è dotata di un binario passante utilizzato per il servizio viaggiatori.

## Movimento
Nella fermata fermano tutti i treni per Altamura, Bari, e quelli del servizio ferroviario metropolitano di Potenza.

## Interscambio
La fermata sorge in prossimità della linea Armellini delle scale mobili di Potenza, che la collegano al centro storico.